# Allardyce Nicoll

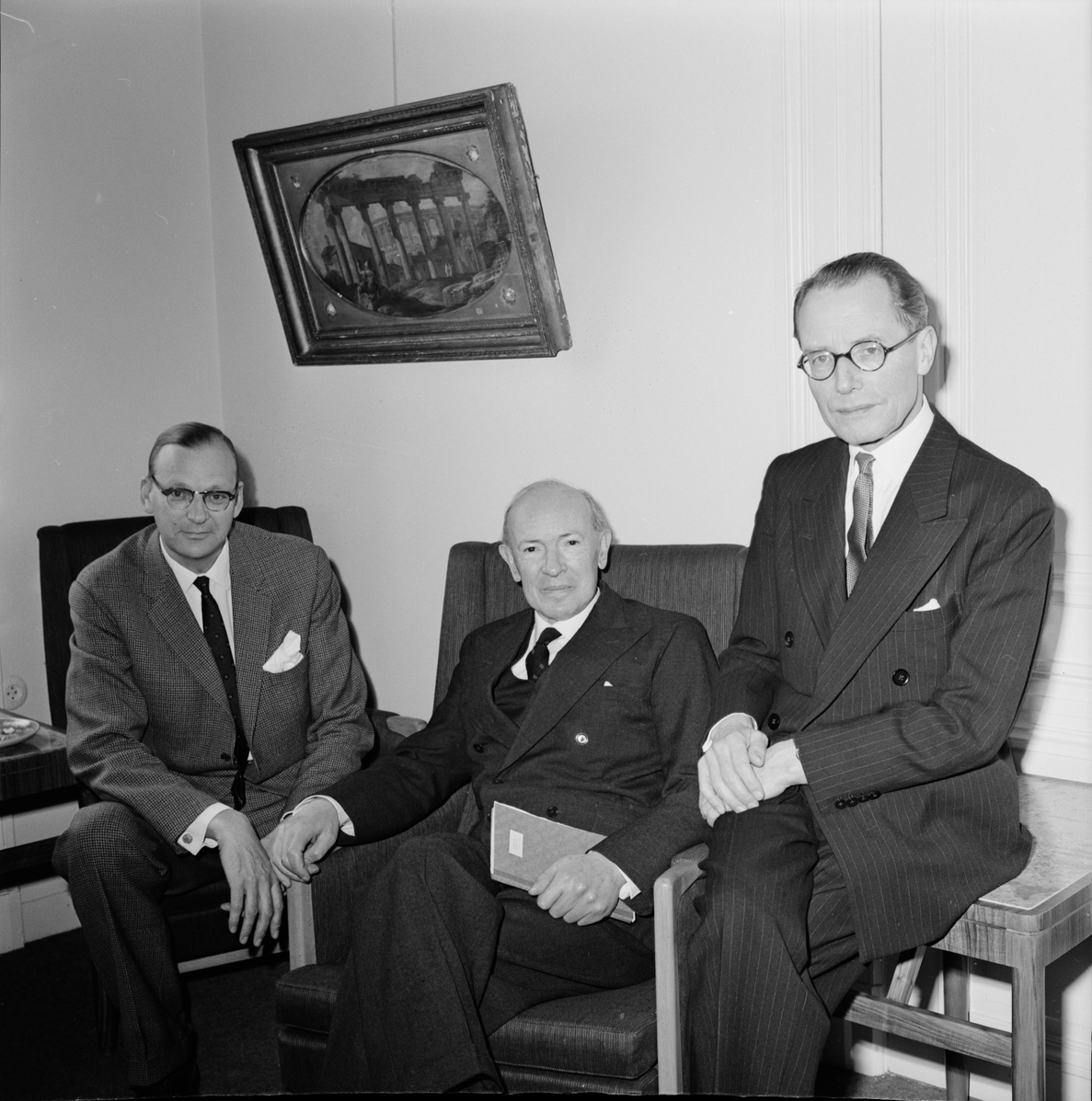
Allardyce Nicoll (Mitte) bei einem Besuch an der Universität Uppsala, 1962. Links sitzt Dozent Lars Åhnebrink, rechts Professor A. Donner.

John Ramsay Allardyce Nicoll (28. Juni 1894 – 17. April 1976) war ein englischer Literatur- und Theaterwissenschaftler.
Allardyce Nicoll wurde in Partick, Glasgow, geboren und besuchte die Stirling High School und die Universität von Glasgow, wo er G. A. Clark-Stipendiat in Englisch war. Er wurde 1920 Dozent am King’s College London und übernahm 1923 den Lehrstuhl für Englisch am East London College (später Queen Mary’s College). 1933 ging er an die Yale University als Professor für Theaterwissenschaft und war Dekan der Theaterabteilung. Er baute ein starkes Graduiertenprogramm in Theatergeschichte auf. Von 1943 bis 1945 leistete er Kriegsdienst an der britischen Botschaft in Washington. Von 1945 bis 1961 leitete er den Fachbereich Anglistik an der Universität Birmingham; von 1951 bis 1961 war er außerdem Gründungsdirektor des Shakespeare Institute in Birmingham. Von 1958 bis 1976 war er Präsident der Society for Theatre Research.
Sein Hauptwerk war seine sechsbändige History of English Drama, 1660–1900, die ab 1923 in Einzelbänden veröffentlicht und 1952–1959 in einem einzigen Band neu aufgelegt wurde. Er schrieb auch viele andere Bücher über das englische Drama.
Er war zweimal verheiratet und hatte keine Kinder.